# Famille della Faille
 (janvier 2021).
Si vous disposez d'ouvrages ou d'articles de référence ou si vous connaissez des sites web de qualité traitant du thème abordé ici, merci de compléter l'article en donnant les références utiles à sa vérifiabilité et en les liant à la section « Notes et références ».
Cette page explique l’histoire ou répertorie les différents membres de la famille della Faille.
La famille della Faille ou de la Faille est une famille de la noblesse belge dont la filiation prouvée remonte à 1383 en région courtraisienne.
De nombreux della Faille occupèrent des fonctions importantes au cours des cinq derniers siècles. On peut également trouver des traces du passage de cette famille dans de nombreux lieux, propriétés, églises ou bâtiments publics, en Flandre et ailleurs. 
L'Union Familiale della Faille tente de faire vivre ce patrimoine familial et encourage toute initiative qui le met en valeur, notamment des recherches historiques.

## Branches
- della Faille de Waerloos : le chef de famille et dernier membre mâle de cette ligne est le vicomte René della Faille de Waerloos (1928), propriétaire du château de Groeningen à Kontich (dans son ascendance depuis 1830), sans descendance
- della Faille d'Huysse : le  chef de cette ligne, et chef de famille présomptif, est le baron Bernard della Faille d'Huysse (1963) qui habite le château della Faille à Kruishoutem
- della Faille d'Huysse van den Hecke de Lembeke : nom porté par plusieurs rameaux après adoption en 1940
- della Faille d'Huysse de Montpellier de Vedrin : nom porté par un rameau après adoption en 1981
- della Faille de Leverghem
- della Faille de Modave de Masogne, nouvelle branche issue des della Faille de Leverghem et descendante de Bernadette de Modave de Masogne, (dernière du nom)[4]
- della Faille d'Assenede : ligne éteinte en 1864

## Personnalités
- Jean-Charles della Faille (1597 - 1652), prêtre jésuite, mathématicien brabançon et précepteur de Juan José d'Autriche ;
- Joseph della Faille de Leverghem (1754 - 1822), homme politique néerlandais ;
- Joseph-Sébastien-Ghislain della Faille d'Assenede (1756 - 1830), homme politique ;
- François Maximilian Ghislain della Faille d'Huysse (1771 - 1835), homme politique belge ;
- Adolphe della Faille d'Huysse  (1798 - 1873), homme politique belge ;
- Hippolyte della Faille d'Huysse (1799 - 1875), homme politique belge ;
- Alphonse della Faille de Leverghem (1809 - 1879), homme politique belge ;
- Charles della Faille de Leverghem (1842 - 1902), homme politique catholique belge ;
- Hermann della Faille d'Huysse (1846 - 1922), homme politique belge catholique ;
- Agnès della Faille d'Huysse  (1888 - 1971), une femme politique belge ;
- Pierre della Faille de Leverghem (1906 - 1989), poète belge ;
- Katia della Faille de Leverghem (1969) femme politique belge ;

## Héraldique
| Branche                   | Blasonnement | Image |
| ------------------------- | --- | ----- |
| della Faille              | de sable au chevron d'or, chargé de trois fleur-de-lis d'azur, et accompagné en chef de deux têtes de lion affrontées du second et en pointe d'une tête de léopard d'or, bouclée d'azur. |       |
| della Faille d'Huysse     | de sable, au chevron d'or, chargé de trois fleurs de lys d'azur, accompagné en chef de deux têtes de lion arrachées et affrontées d'or, lampassées de gueules, et en pointe d'une tête de léopard d'or, mordant un anneau de sable. |       |
| della Faille de Leverghem | de sable, au chevron d'or, chargé de trois fleurs de lis d'azur, accompagné en chef de deux têtes de lion arrachées d'or, lampassées de gueules, affrontées et en pointe d'une tête de léopard d'or, tenant dans la gueule un anneau d'argent. |       |
| della Faille de Waerloos  | écartelé, aux premier et quatrième de sable, au chevron d'or, chargé de trois fleurs de lys d'azur, et accompagné en chef de deux têtes de lion arrachées d'or, lampassées de gueules, affrontées, et en pointe d'une tête de léopard d'or, tenant en la gueule un anneau de sable , aux deuxième et troisième contre écartelé, aux premier et quatrième d'or, au sanglier passant de sable, aux deuxième et troisième de sable, à trois chevrons d'argent (qui est van de Werve). |       |

## Alliances
Les principales alliances de la famille della Faille sont : de Broqueville, van Dievoet, de Traux de Wardin, de Wilde d'Estmael, Le Grelle, de Witte (1776 et 1874), van de Werve, van Havre (1833), de Turck de Kersbeek (1869), Foucher de Careil (1879), Martineau des Chesnez (1882), de Meester (1896), de Paul de Barchifontaine (1899), de Terwangne, Bosschaert de Bouwel (1902, 1905 et 1920), Geelhand de Merxem, Ullens de Schooten (1905), de Ranst de Berchem de Saint Brisson (1913), de Brouchoven de Bergeyck (1929 et 1934), Drion du Chapois (1929), Gillès de Pélichy, de Ghellinck d'Elseghem Vaernewyck, de Dorlodot (1939), de Lannoy (1965), de Limburg Stirum (1990), de Radzitzky d'Ostrowick, de Meeûs, de Modave de Masogne, de Molina, de Martimprey.